# Isiet´ (obwód swierdłowski)
Isiet´ (ros. Исеть) – osiedle w Rosji, w obwodzie swierdłowskim, w okręgu miejskim Wierchniej Pyszmy. W 2010 liczyło 3215 mieszkańców.